# Santiago Bosé
Santiago Bosé (Baguio, 25 de julio de 1949 –ibídem, 3 de diciembre de 2002) fue un prolífico artista multidisciplinar e hispanista filipino, cofundador y director del gremio artístico de Baguio (Baguio Arts Guild). Además de su labor personal como creador en sí fue un activo impulsor y organizador de actividades artísticas, profesor y teórico del arte. 

## Biografía
Santi Bosé estudió en el Colegio de Bellas Artes de la Universidad de Filipinas entre los años 1967 y 1972 y posteriormente continuó su formación en Nueva York. Tras recorrer varios países y colaborar en gran número de iniciativas, regresó y se instaló definitivamente en su Baguio natal.
Realizó su primera exposición individual en 1976.
Ya en su patria, exploró y puso en valor los efectos y consecuencias del colonialismo en la identidad y cultura filipinas, con especial interés por sus consecuencias en las culturas indígenas de su entorno y explorar lo que había pervivido y lo que se había reinventado en ellas para aplicarlo en sus creaciones. Prefería utilizar materiales de su entorno que usaban los pueblos indígenas, como el bambú o la tierra volcánica, junto a otros objetos de lo más variopintos relacionados con la influencia del mundo moderno y las aportaciones extranjeras (basura, botellas…).
Sus obras siempre tienen un enfoque social y político, indudablemente crítico, pero siempre desde el humor y el ingenio. Para él el arte siempre fue una forma de luchar por cambiar la sociedad.
Su estilo es muy reconocible, con esa mezcla entre lo universal y lo local filipino entre las que experimentaba y transitaba.
Su obra ha sido incluida en el archivo digital artasiamerica  (Asian American Arts Centre)

## Gremio Artístico deBaguio(Baguio Arts Guild)
En 1987 Santi Bosé fue uno de los fundadores del Gremio Artístico de Baguio, organización artística que puso a su localidad natal y a la región de la Cordillera en el mapa artístico internacional. Fue presidente e impulsor de la misma hasta el año 1992. Entre sus métodos de trabajo daban especial importancia al uso de las tradiciones y materiales indígenas. 
Esta asociación es la creadora del Festival Artístico de Baguio

## Exposiciones (selección)
- 2006. Filipiniana, Centro Cultural Conde Duque, Madrid, organizada por Casa Asia y el Ministerio de Cultura de España[5][6][7]
- 2000. "At Home & Abroad, 20 Contemporary Filipino Artists.", Museo de Arte Asiático de San Francisco (California)
- 1993. Primera Trienal de Arte Contemporáneo de Asia-Pacífico en la Queensland Art Gallery de Brisbane, Australia
- 1989. Third Asian Art Show, Fukuoka, Japón[8]
- 1989. Bienal de la Havana, Cuba

## Premios (selección)
- 1976. Centro Cultural de Filipinas.